# Indische Riesengottesanbeterin
Die Indische Riesengottesanbeterin (Hierodula membranacea), auch als Indische Gottesanbeterin oder unter anderen ähnlichen Namen bekannt, ist eine Fangschrecke aus der Familie der Mantidae. Die Art ist aufgrund ihrer Größe und Pflegeleichtigkeit eine beliebte Art für die Haltung in Terrarien.

## Merkmale

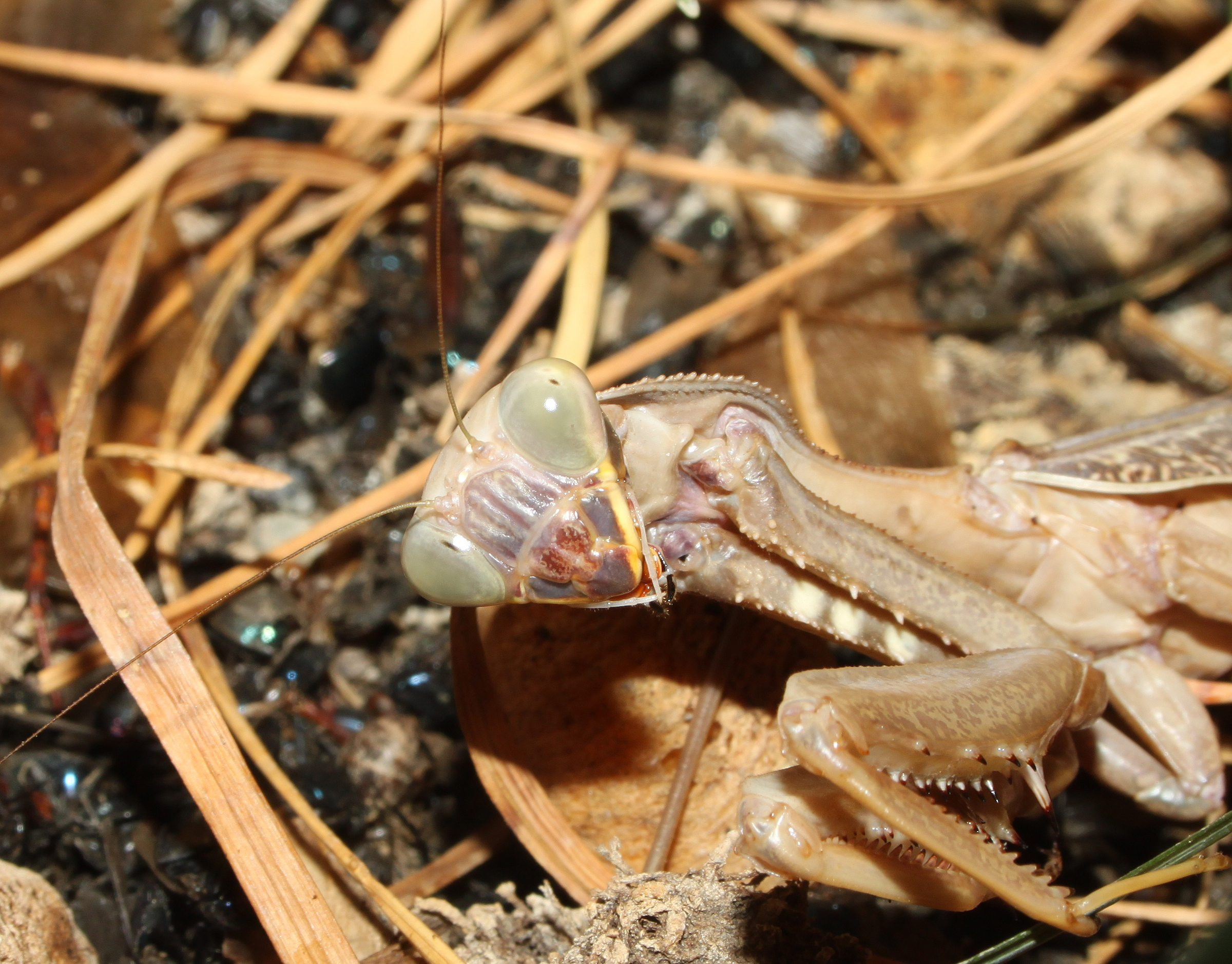
Die Ghana-Gottesanbeterin erinnert entfernt an die Indische Riesengottesanbeterin

Das Weibchen kann bis zu 90 Millimeter, das schlankere Männchen bis zu 70 Millimeter lang werden. Die Färbung von Männchen und Weibchen variiert von gelbgrün, grün und braun zu rotbraun. Die Weibchen haben sechs, die Männchen acht Hinterleibssegmente. Wie viele Fangschrecken ist auch die Indische Riesengottesanbeterin an ihr Habitat gut angepasst und innerhalb diesem getarnt.

### Ähnliche Arten
Die Indische Riesengottesanbeterin ähnelt anderen bekannten Arten der Familie Mantidae, etwa der in Afrika vorkommenden Ghana-Gottesanbeterin (Sphodromantis lineola). Sie unterscheidet sich jedoch bsp. von dieser durch das Fehlen des Nebenaugenhöckers zwischen dem Komplexauge und der Antenne sowie durch die gelbe Färbung von Teilen der Mundwerkzeuge. Bei der Ghana-Gottesanbeterin sind diese Teile rot.

## Vorkommen
Die Art ist in Süd- und Südostasien sowie in Teilen Ostasiens verbreitet. Sie kommt in Indien, Sri Lanka, Nepal, Südchina, Thailand und Java vor. Sie benötigt feuchtwarme Verhältnisse, wie sie in Tropenwäldern vorherrschen.

## Lebensweise
Die Tiere ernähren sich wie alle Fangschrecken räuberisch. Sie jagen alles, was ungefähr zwei Drittel ihrer Körperlänge nicht überschreitet. Sobald sich etwas in ihrer unmittelbarer Nähe bewegt, packen sie mit ihren bedornten Fangarmen blitzschnell zu. Auch neigen sie zu Kannibalismus. Wie bei vielen Gottesanbeterinnen wird das Männchen oft noch während der Paarung vom Weibchen aufgefressen, wobei sein Körper allerdings selbst bei schon abgefressenem Kopf die Kopulation weiterführt.
Die Paarung dauert etwa 8 bis 10 Stunden, danach versuchen die noch lebenden Männchen rasch zu entkommen. Die Weibchen legen ihre Eier in mehreren schaumigen Eiballen (Ootheken) ab. Jede Oothek kann 100 bis 300 Eier enthalten. Nach etwa sechs bis acht Wochen, je nach Temperatur, schlüpfen die Larven, die für ihre Entwicklung etwa sechs Monate benötigen. Ungefähr alle zwei Wochen häuten sie sich. Erst im letzten, adulten Stadium sind die Flügel entwickelt. Die Tiere haben eine Lebenserwartung von insgesamt etwa 8 bis 10 Monaten.

## Galerie

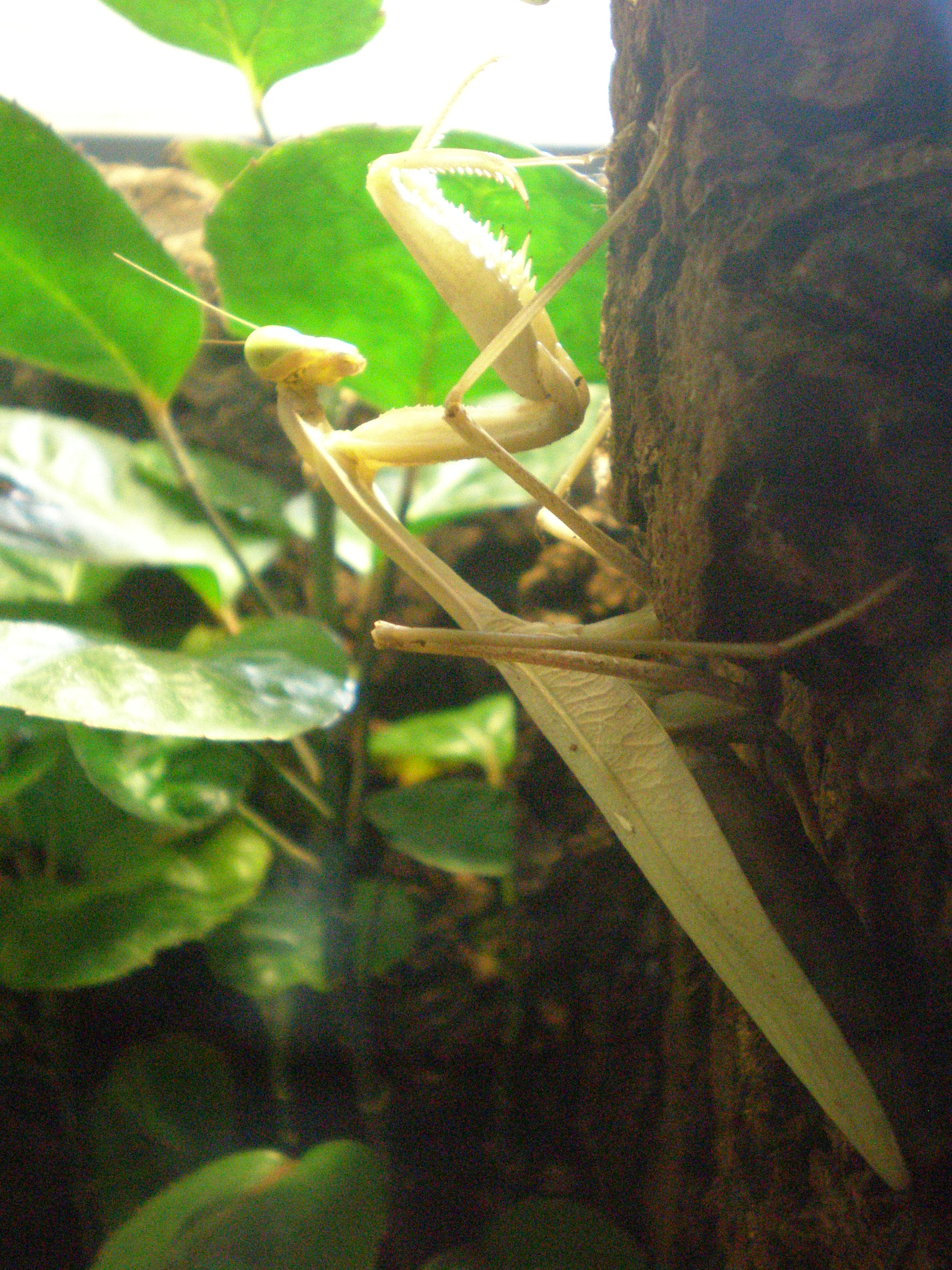
Gelbes Weibchen
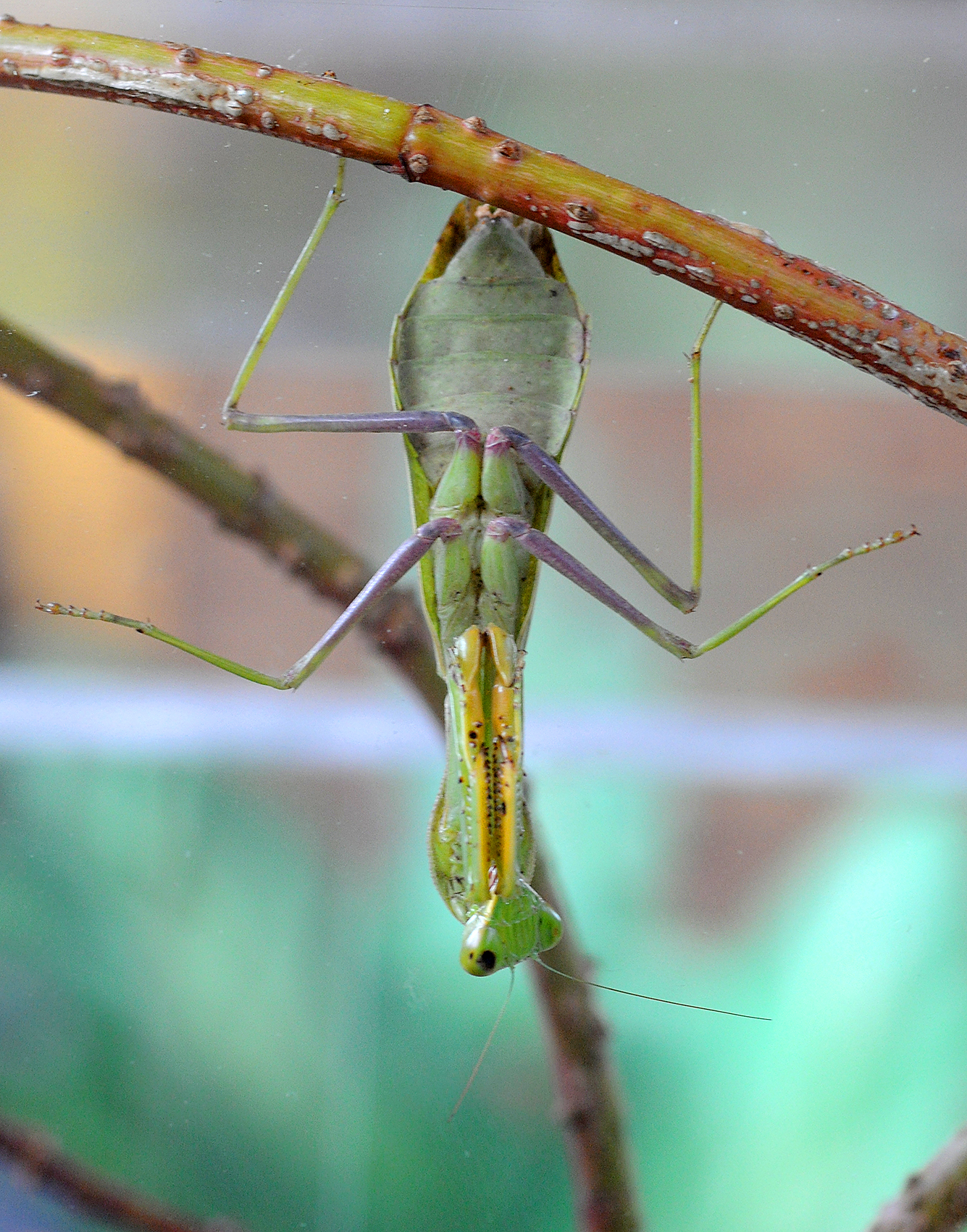
Unterseite eines Weibchens
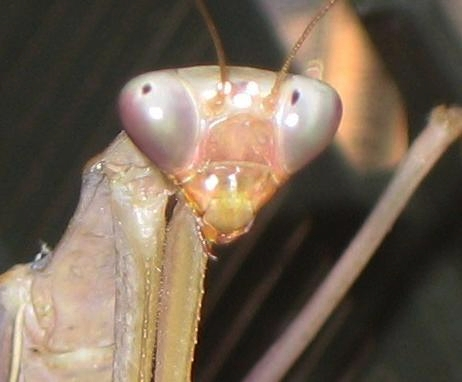
Kopf einer Indischen Riesengottesanbeterin
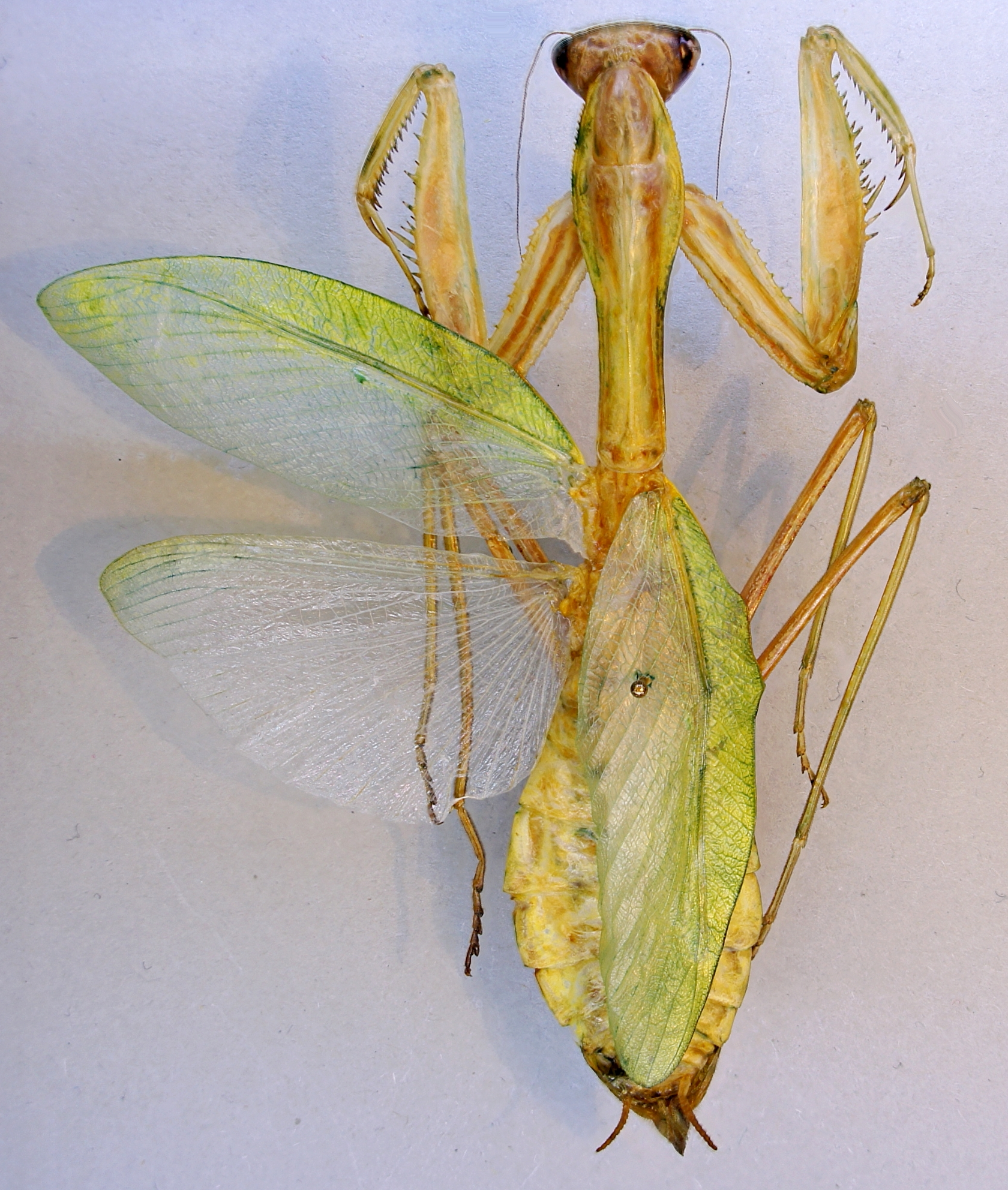
Indische Riesengottesanbeterin aus der Zoologischen Staatssammlung München
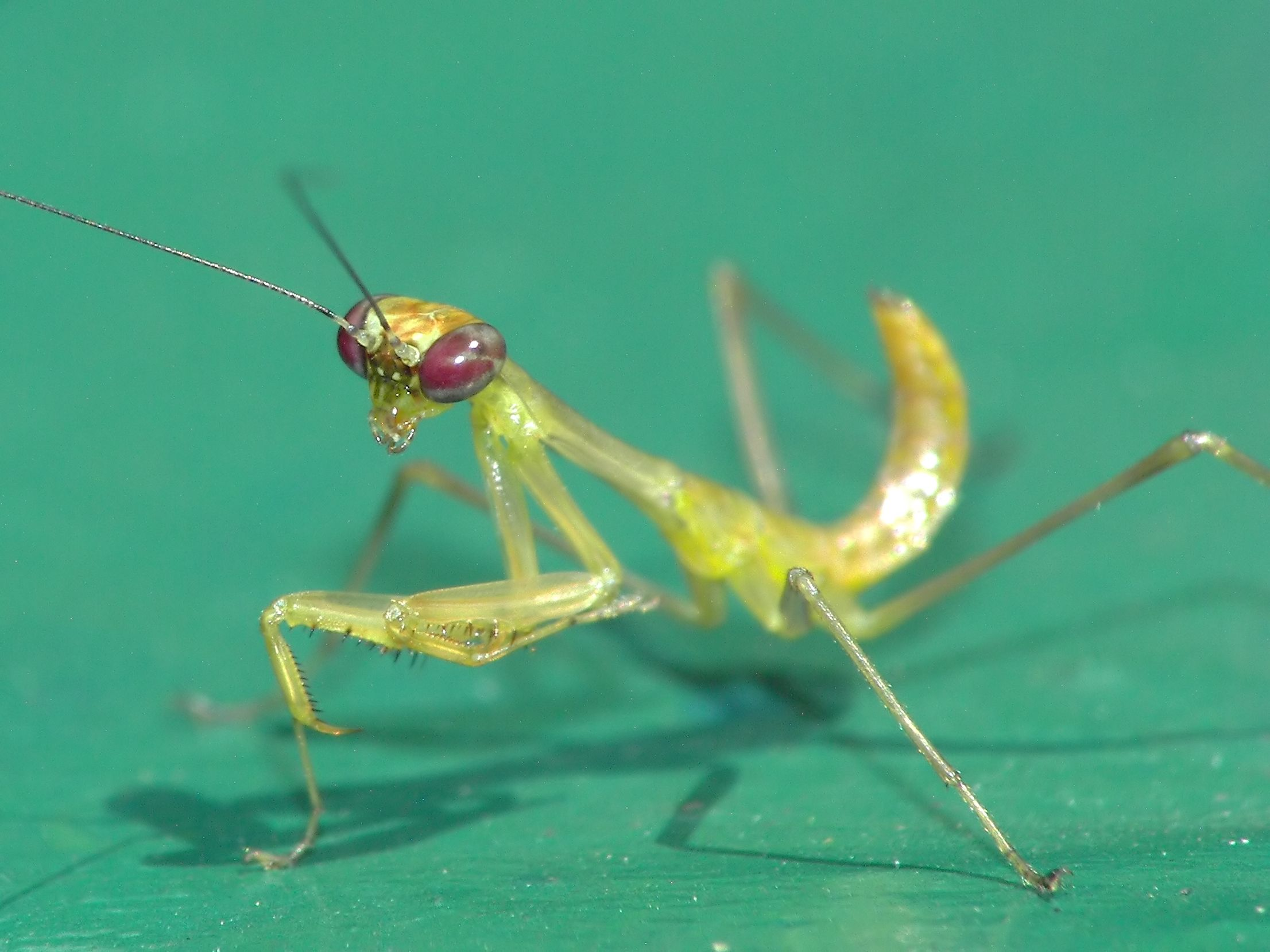
Larve
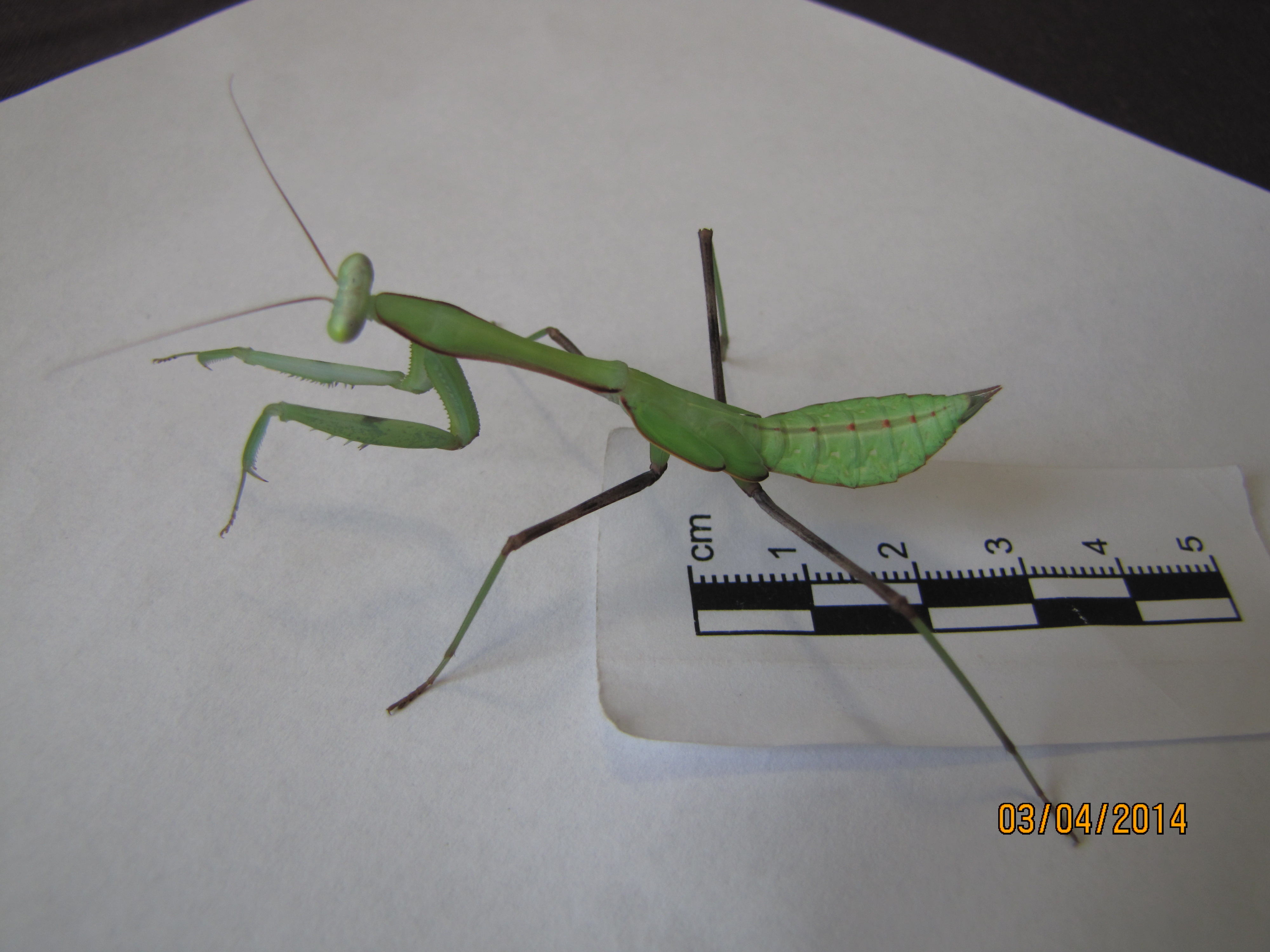
Junges Männchen im siebten Larvenstadium im Größenvergleich
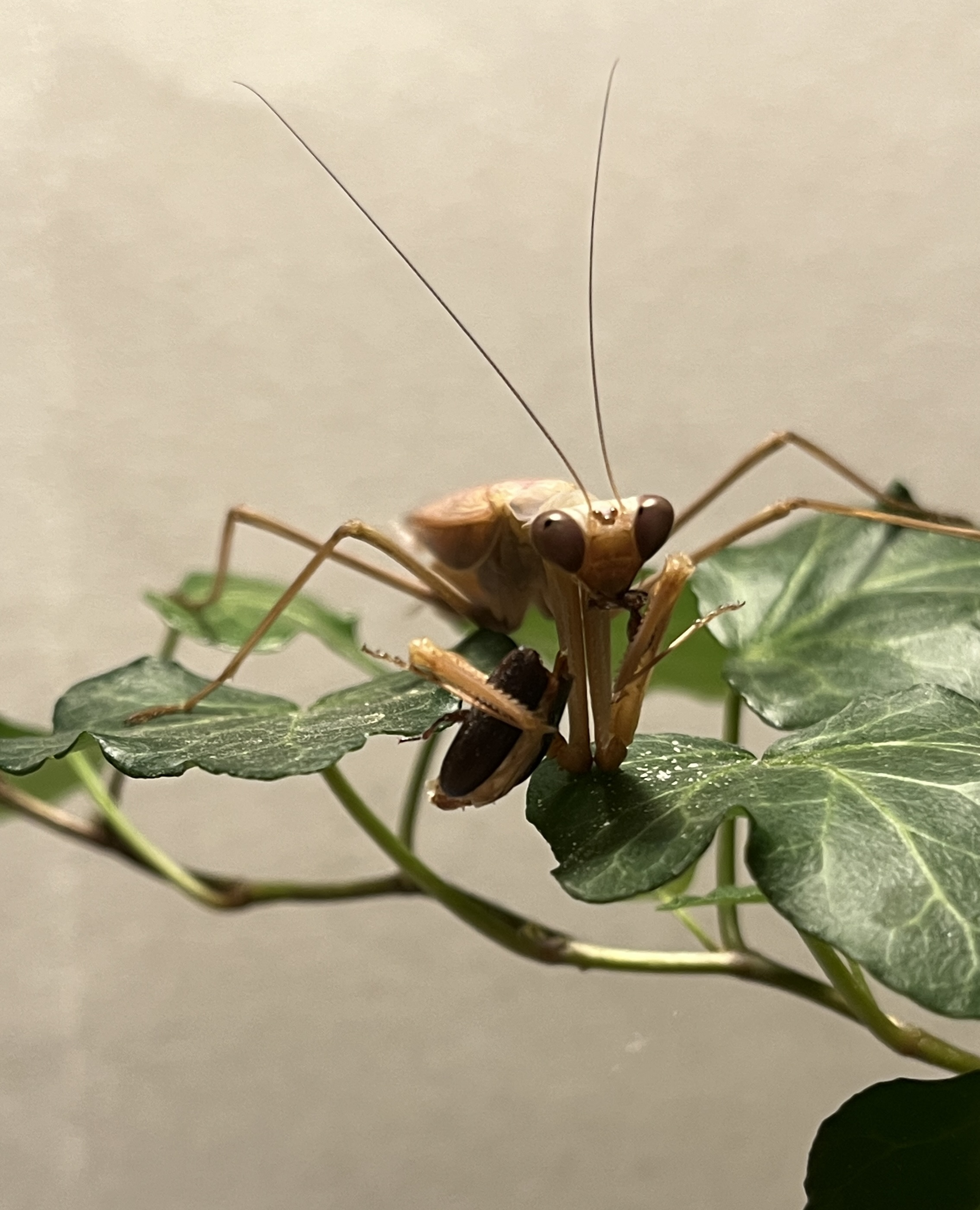
Männliche Hierodula membranacea beim Fressen eines Mehlkäfers